# Teluk Pulai
Teluk Pulai is een bestuurslaag in het regentschap Rokan Hilir van de provincie Riau, Indonesië. Teluk Pulai telt 7620 inwoners (volkstelling 2010).